# 拓跋順
拓跋 順（たくばつ じゅん、生没年不詳）は、北魏の皇族。毗陵王。

## 経歴
拓跋什翼犍の子の拓跋地干の子として生まれた。登国初年、南安公の爵位を受けた。396年（皇始元年）、道武帝が後燕を攻撃すると、拓跋順は盛楽の留守をつとめた。397年（皇始2年）、柏肆の戦いの敗北で道武帝の所在が不明になると、拓跋順は自立しようと考えたが、莫題に諫められて取りやめた。賀力眷らが陰館で反乱を起こしたため、拓跋順は反乱軍を討ったが勝利できず、白登の南から繁畤の故城に入り、㶟水に阻止線を張った。398年（天興元年）4月、毗陵王に封じられた。402年（天興5年）、鎮西大将軍として後秦の姚平を討った。司隷校尉となった。道武帝は黄老道を好んで、諸王や朝臣を招いてたびたび道を説いた。拓跋順はひとりその場で寐に座って欠伸していたため、道武帝の怒りを買って、403年（天興6年）に邸に蟄居させられた。後に自邸で死去した。

## 伝記資料
- 『魏書』巻15 列伝第3
- 『北史』巻15 列伝第3